# Fotovoltaica integrada em edifícios

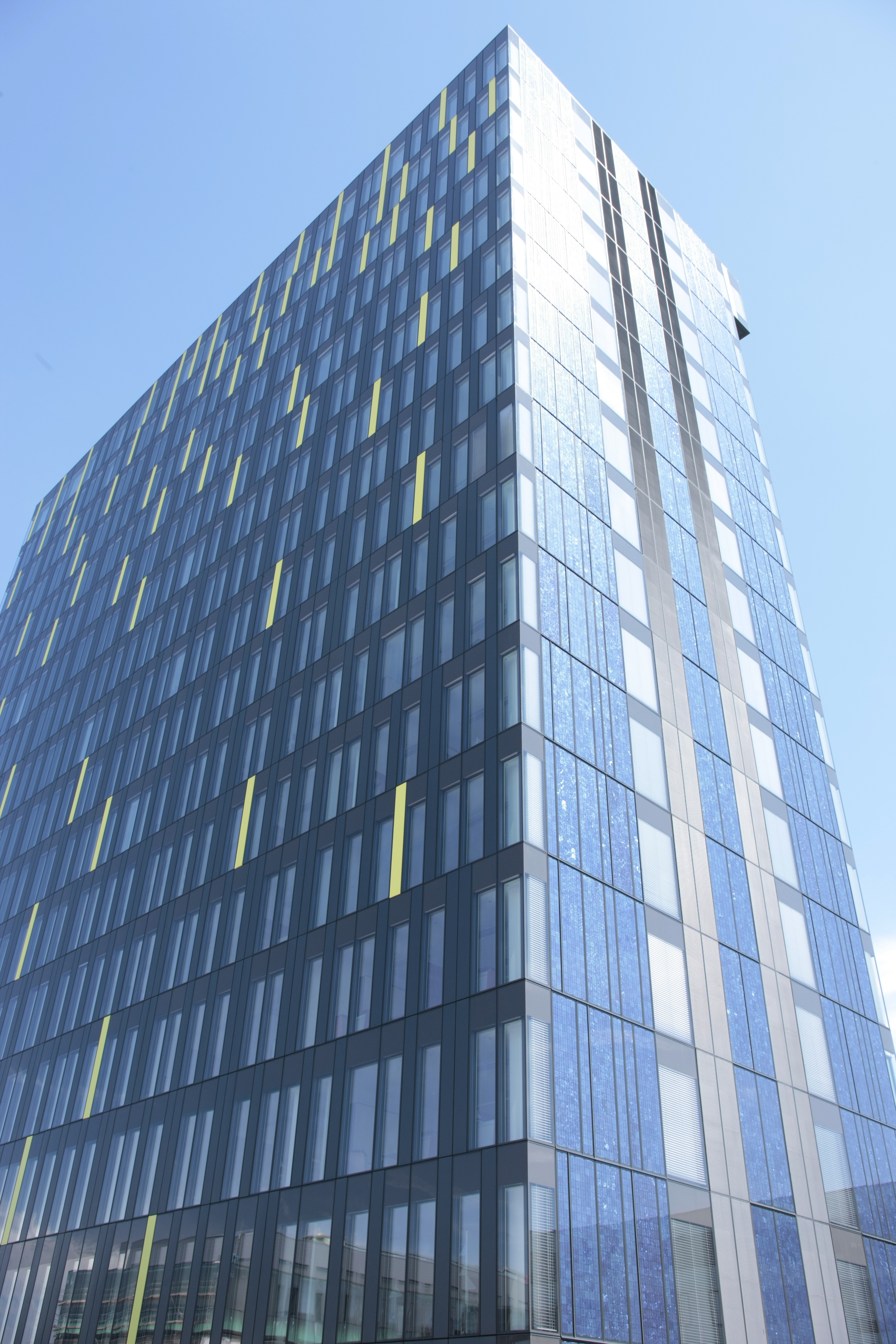
O cara sul da Power Tower, edifício eficiente na cidade de Linz (Áustria), possui painéis solares fotovoltaicos integrados na fachada.

A energia solar fotovoltaica integrada em edifícios (em inglês conhecida como Building Integrated Photovoltaics, abreviado BIPV, ou Building-Applied PhotoVoltaics, abreviado BAPV) é o uso de módulos fotovoltaicos que literalmente fazem parte da estrutura de um edifícios, substituindo materiais de construção convencionais como coberturas de tetos, traga-luzes, clarabóia, ou fachadas.
Os módulos fotovoltaicos estão a cada vez mais incorporados desde as etapas iniciais no desenho e a construção de novos edifícios como sua fonte principal de eletricidade ou para poupança de energia, ainda que os edifícios existentes podem ser ampliados com uma tecnologia similar.
Uma vantagem da incorporação de sistemas fotovoltaicos inicialmente integrados é que o custo final pode ser compensado pela redução da despesa em materiais de construção convencionais e poupança da montagem que normalmente se utilizam para construir a parte do edifício que substituem os módulos BIPV. Estas vantagens permitem que a fotovoltaica BIPV seja um dos segmentos da indústria fotovoltaica que aumenta mais rapidamente. 
Uma expressão diferente em inglês é building-applied photovoltaics ou BAPV que se refere aos sistemas fotovoltaicos que supõem uma adaptação de unidades integradas no edifício uma vez completada a construção.
A maioria das instalações integradas em edifícios são em realidade BAPV. Alguns fabricantes e construtores diferenciam a nova construção BIPV de BAPV.

## Módulos transparentes
No geral, costumam-se empregar módulos transparentes.
Os módulos utilizados para integração fotovoltaica podem ser tanto de silício amorfo como de cristalino (poli-cristalino ou mono-cristalino)  e admitem diversos graus de transparência.
Assim mesmo, para os navios de cruzeiros pode-se utilizar uma placas solares transparente, para que deixem passar parte da luz solar.

## Galeria

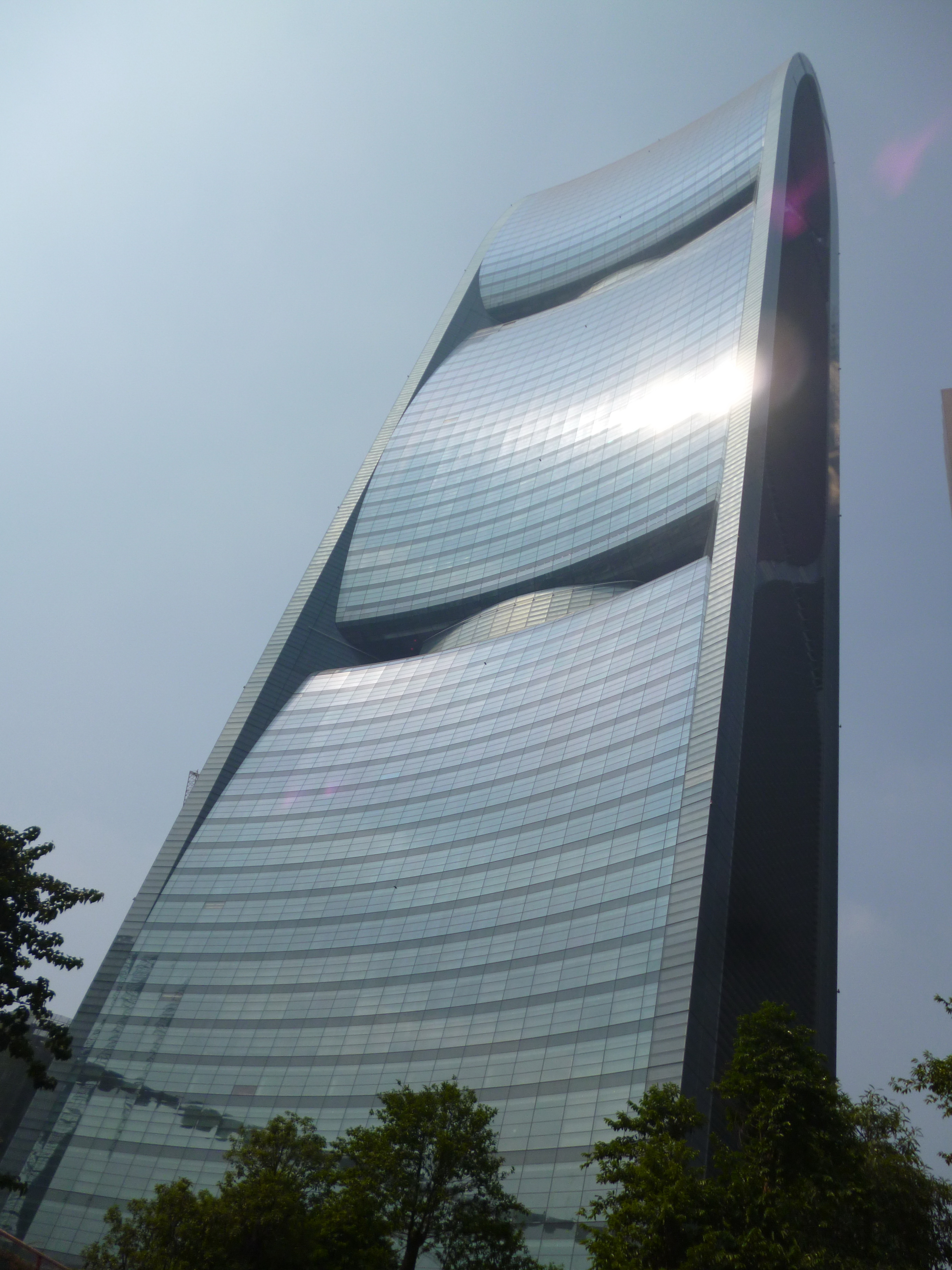
Pearl River Tower, arranha-céus desenhado para ter uma grande eficiência energética (incluindo geradores eólicos e placas solares), localizado em Guangzhou, Chinesa.
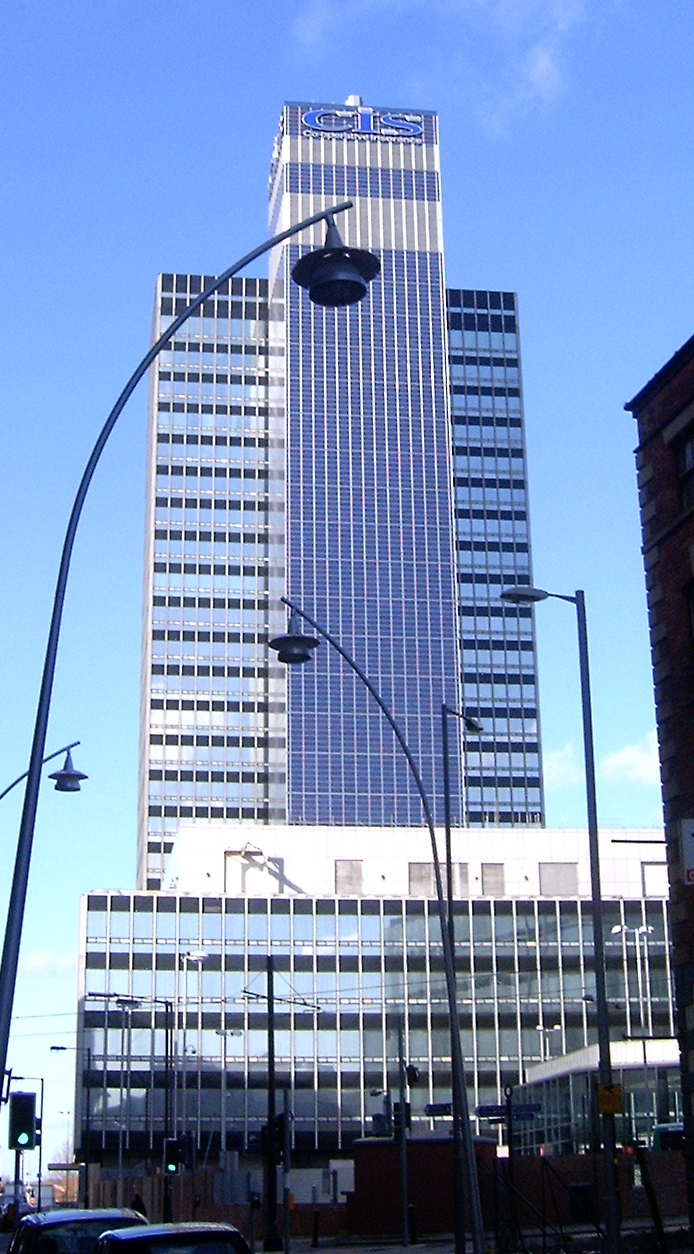
O edifício CIS Tower em Manchester, Inglaterra foi revestido com painéis fotovoltaicos em novembro de 2005 quando começou a fornecer electricidade na rede nacional de Grã-Bretanha.
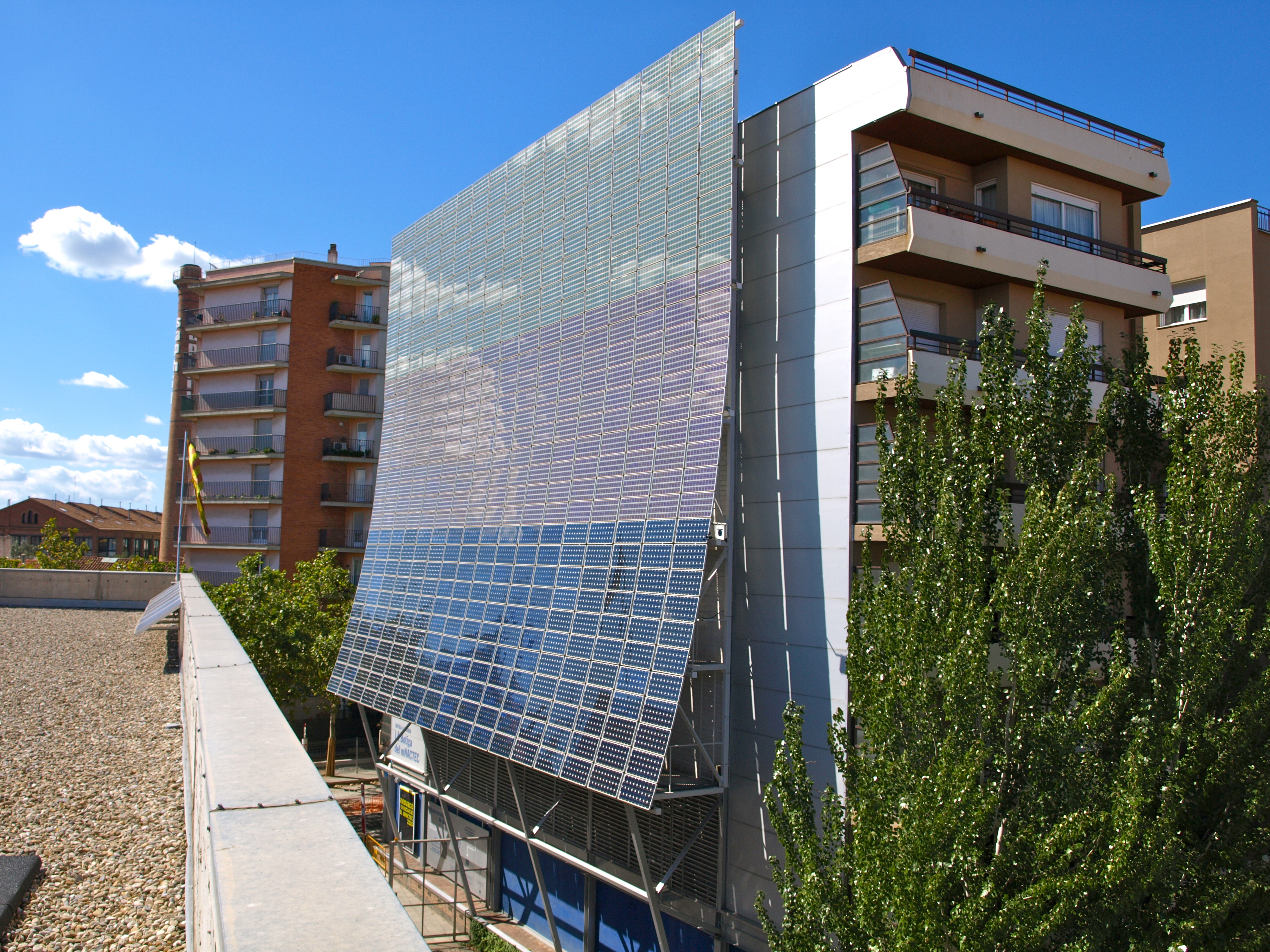
Fachada fotovoltaica no edifício MNACTEC (Tarrasa, Espanha).
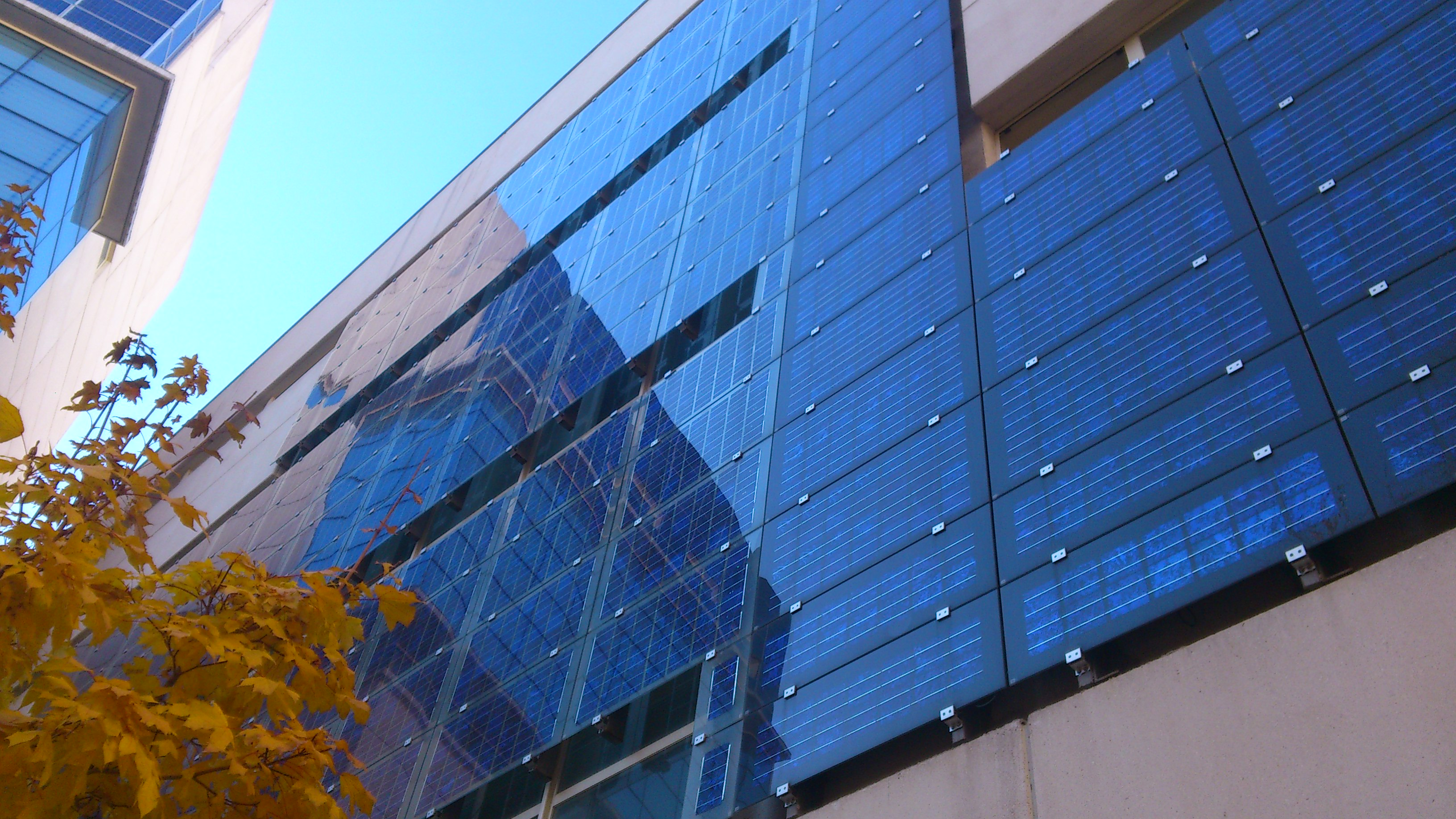
Fachada fotovoltaica situada no Centro de Serviços Sociais José Villarreal, edifício municipal de Madri (Espanha).
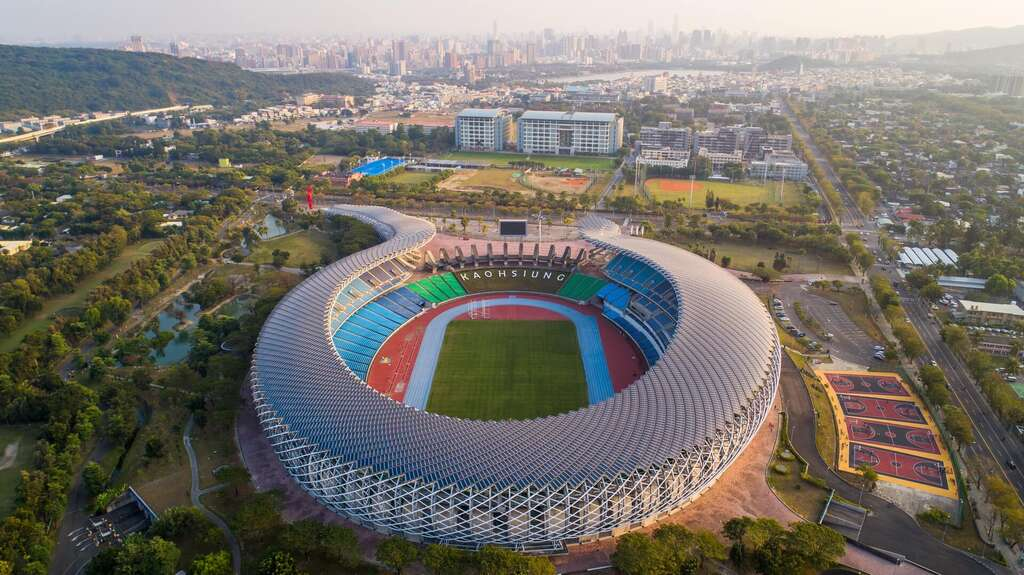
Coberta fotovoltaica no Estádio Nacional de Kaohsiung, sede dos Jogos Mundiais de 2009 (World Games 2009) em Kaohsiung (Taiwán).
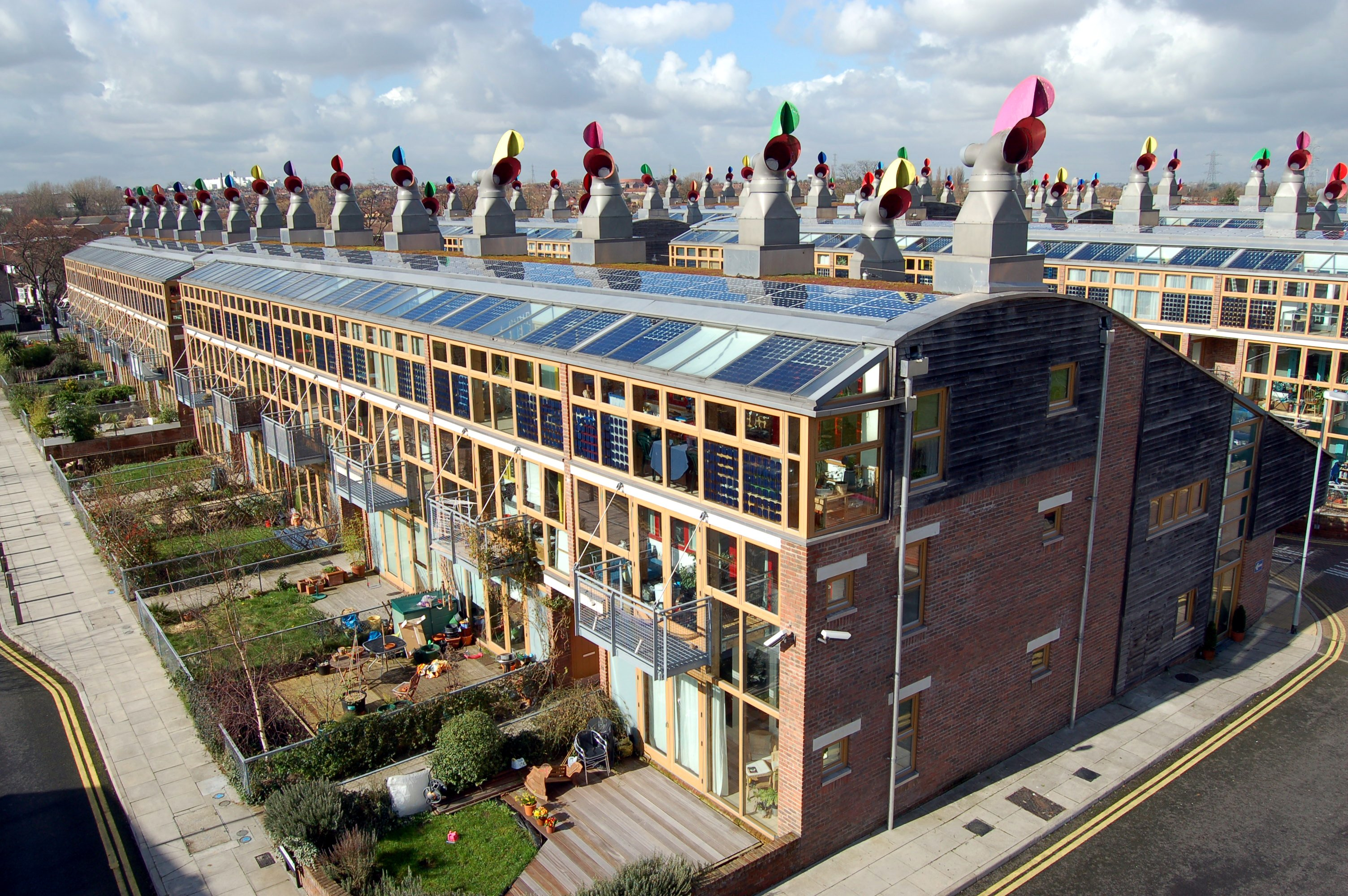
Edifícios dotados de painéis solares fotovoltaicos, no marco do projecto Beddington Zero Energy Development (BedZED) em Sutton (Londres, Reino Unido).
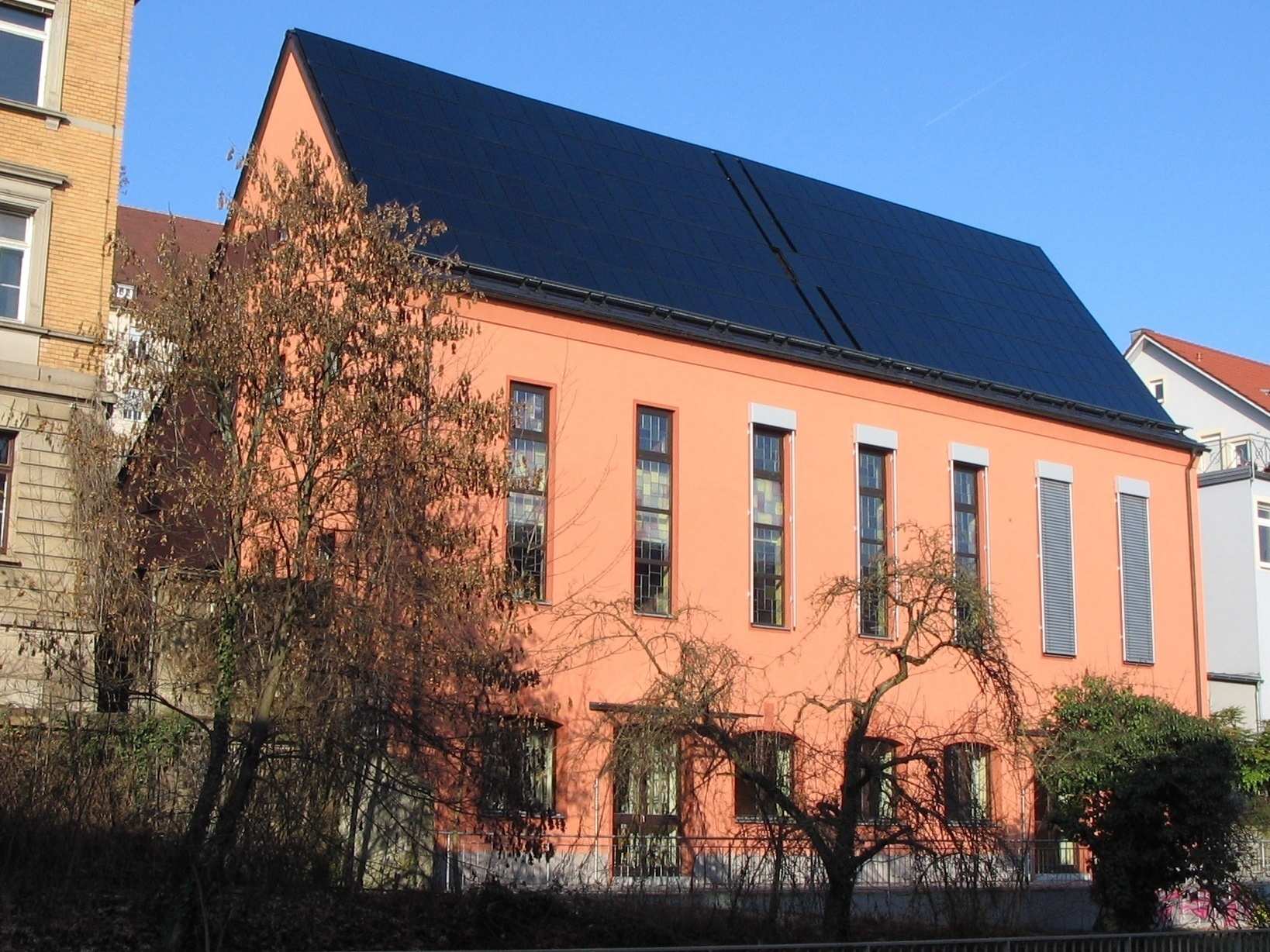
Painéis solares integrados no telhado de uma moradia em Alemanha.
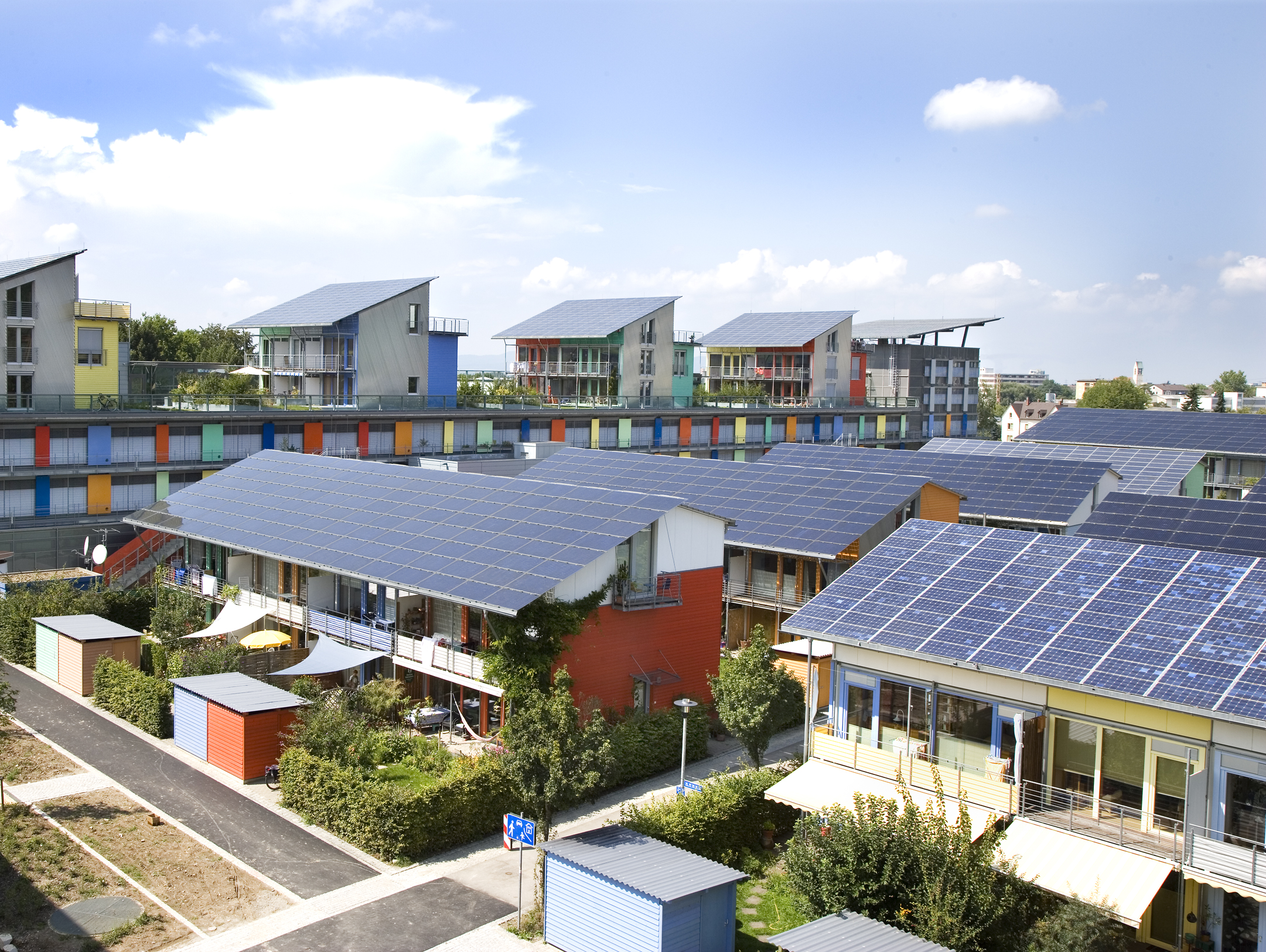
Moradias sustentáveis alimentadas mediante energia solar fotovoltaica no bairro solar de Vauban (Friburgo, Alemanha).
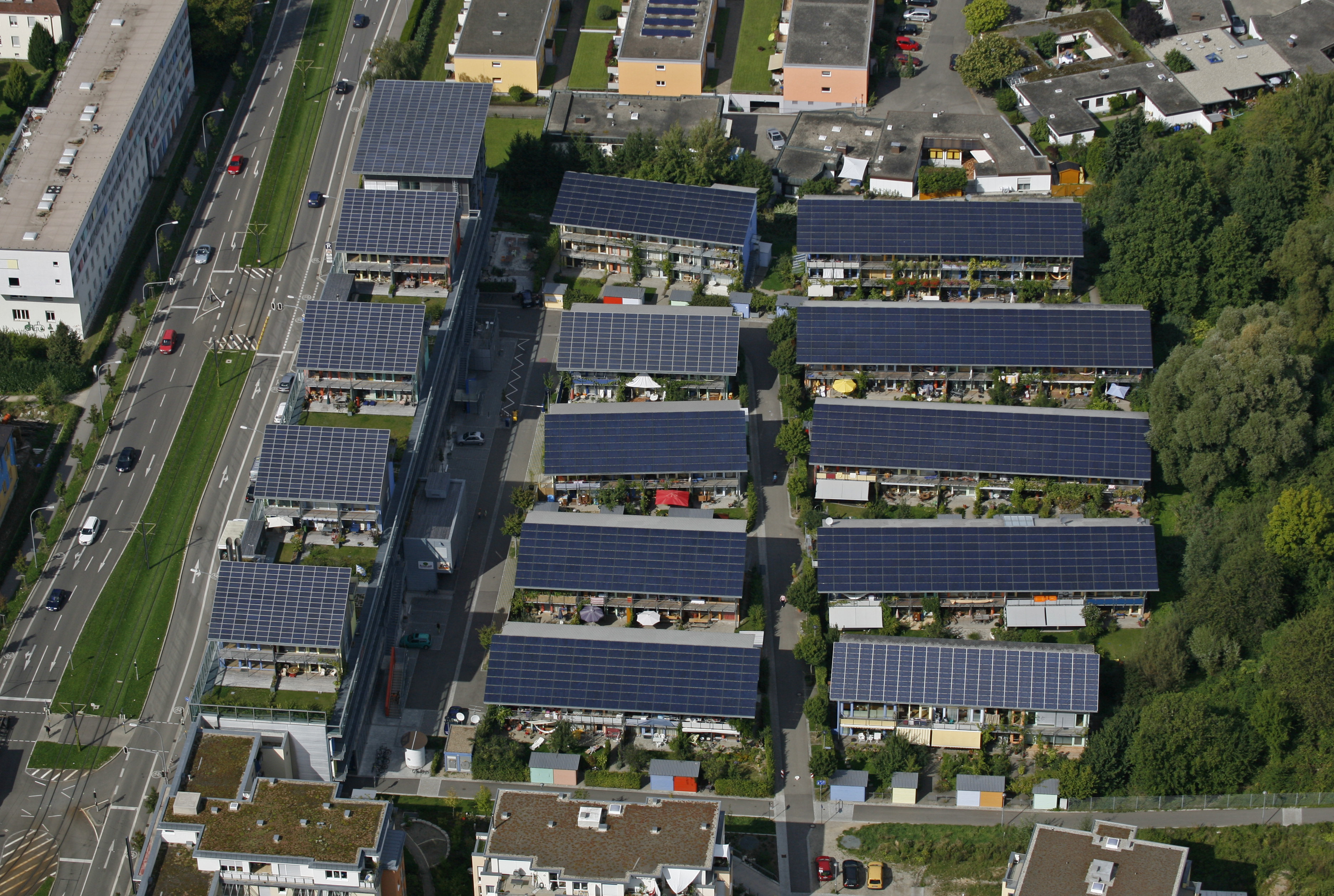
Painéis solares integrados nas cobertas das moradias do bairro solar de Vauban, em Friburgo.